# Eugyroptera robertsi
Eugyroptera robertsi är en fjärilsart som beskrevs av Bradley 1968. Eugyroptera robertsi ingår i släktet Eugyroptera och familjen mott. Inga underarter finns listade i Catalogue of Life.